# Fernando Cardoso (militar)
Fernando Cardoso GOMM (Juiz de Fora, 17 de novembro de 1937 — Brasília, 16 de julho de 2021) foi um militar brasileiro, chefe da Casa Militar da Presidência da República durante o governo Itamar Franco, de 5 de outubro de 1992 a 1 de janeiro de 1995.

## Biografia
Era filho do oficial do Exército Brasileiro Álvaro Cardoso e de Ambrosina Cardoso.
Em março de 1957, matriculou-se na Academia Militar das Agulhas Negras, sendo declarado aspirante-a-oficial da arma de Infantaria em dezembro de 1959. Foi promovido a segundo-tenente em agosto de 1960, a primeiro-tenente em setembro de 1962, e a capitão em agosto de 1966. Entre junho e dezembro de 1969, cursou a Escola de Aperfeiçoamento de Oficiais. Em fevereiro de 1973, iniciou o curso de altos estudos militares na Escola de Comando e Estado-Maior do Exército, que concluiu em dezembro de 1975. Em abril de 1975, foi promovido a major. Em seguida, serviu na 3ª Brigada de Infantaria Motorizada, então situada em Goiânia.
Em agosto de 1980, foi promovido a tenente-coronel. Em junho de 1981, foi colocado à disposição da Presidência da República e designado assessor do gabinete do Serviço Nacional de Informações (SNI). No biênio 1985-1986, comandou o 16º Batalhão de Infantaria Motorizado, em Natal. Em abril de 1985, ascendeu ao posto de coronel. Em fevereiro de 1987, voltou ao SNI, onde foi designado para a chefia da Seção de Ensino de Assuntos Especiais, que acumulou com o de chefe da Divisão de Ensino e do Departamento de Ensino.
Em abril de 1988, foi nomeado adido das Forças Armadas junto à embaixada do Brasil na República Popular da China. Aí permaneceu até junho de 1990, quando foi designado para a Secretaria-Geral do Exército.
Promovido a general-de-brigada em março de 1991, assumiu o Comando da 4ª Brigada de Infantaria Motorizada, em Belo Horizonte, onde permaneceu de 2 de maio de 1991 a 30 de abril de 1992. Em seguida, foi nomeado chefe do Centro de Informações do Exército.
Em 5 de outubro daquele ano, foi nomeado chefe do Gabinete Militar da Presidência da República por Itamar Franco, empossado três dias antes na chefia do Executivo em substituição a Fernando Collor de Melo, afastado do cargo devido à abertura de um processo de impeachment por acusação de envolvimento em esquema de corrupção no interior do governo. Em novembro, de acordo com a Lei nº 8.490, o Gabinete Militar passou a denominar-se Casa Militar, e seu titular passou a ter status de Ministro de Estado. Também nesse mês, acompanhou Itamar Franco a Dakar, capital do Senegal, por ocasião da III Reunião da Cúpula do Grupo dos 15. No mês seguinte esteve com o Presidente em Miami, por ocasião da Reunião de Cúpula das Américas.
Admitido à Ordem do Mérito Militar, Cardoso foi promovido ao grau de Comendador em agosto de 1991 e a Grande-Oficial em julho de 1993.
Em 1º de janeiro de 1995, quando Itamar Franco passou a presidência a Fernando Henrique Cardoso, deixou a chefia Casa Militar e foi nomeado assessor especial do novo Presidente com o propósito de elaborar e implantar um novo órgão de inteligência para o país, a futura Agência Brasileira de Inteligência. Permaneceu no exercício dessas funções até março de 1996. Foi então nomeado subchefe de Instrução do Comando de Operações Terrestres. Em março de 1997, foi transferido para a reserva remunerada.
Casou-se com Adelina Leal Cardoso, com quem teve um filho.